# Tamilla Abasova
Tamilla Rasjidovna Abasova (ryska: Тамилла Рашидовна Абасова), född den 9 december 1982 i Moskva i Sovjetunionen (nu Ryssland), är en rysk tävlingscyklist som tog silver i cykelsprint vid olympiska sommarspelen 2004 i Aten.